# جورج فورد (لاعب اتحاد الرغبي)
جورج فورد (بالإنجليزية: George Ford)‏ هو لاعب اتحاد الرغبي بريطاني، ولد في 16 مارس 1993 في أولدم في المملكة المتحدة.

## وصلات خارجية
- جورج فورد على موقع دوري الرغبي الممتاز (الإنجليزية)
- جورج فورد عل موقع إسبنسكروم (الإنجليزية)
- جورج فورد على موقع ItsRugby.co.uk (الإنجليزية)